# 薩塞斯 (阿肯色州)
薩塞斯（英語：Success）是一個位於美國阿肯色州克萊縣的市鎮。

## 地理
薩塞斯的座標為36°27′16″N 90°43′23″W / 36.45444°N 90.72306°W，而該地的平均海拔高度為88米（即289英尺）。

## 人口
根據2020年美國人口普查的數據，薩塞斯的面積為0.58平方千米，當中陸地面積為0.58平方千米，而水域面積為0.00平方千米。當地共有人口98人，而人口密度為每平方千米168人。